# Can Roig (Garriguella)
Can Roig és una obra del municipi de Garriguella (Alt Empordà) inclosa en l'Inventari del Patrimoni Arquitectònic de Catalunya. Està situat dins del nucli urbà de la població de Garriguella, amb la façana principal encarada a la plaça de Noves i formant cantonada amb el carrer Nou.

## Descripció
És un edifici de grans dimensions i planta rectangular, format per tres crugies perpendiculars a la façana principal. Està distribuïda en planta baixa, pis i golfes, amb la coberta a dues aigües de teula. La façana principal presenta un portal rectangular d'accés, amb l'emmarcament motllurat i la clau destacada, i dues finestres a banda i banda, amb l'emmarcament llis i queixal. Al primer pis s'obren tres finestrals rectangulars que donen sortida a tres balcons, amb baranes de ferro decorades amb motius geomètrics. A la part superior, damunt d'un ràfec motllurat en gradació, s'obren tres òculs.
La façana es completa amb una cornisa també motllurada. A la façana orientada al carrer hi ha un portal rectangular d'accés a l'interior del celler i, al pis, dos balcons exempts de les mateixes característiques que els anteriors. A la part posterior de la casa hi ha dos cossos adossats que presenten dues grans terrasses connectades, amb barana de ferro de barrots llisos. L'accés es fa des de tres portals rectangulars situats a la façana oest de l'edifici. La planta baixa s'utilitza de magatzem i garatge. A la part posterior hi ha un petit jardí. Tota la construcció es troba arrebossada i pintada.